# باقرية بالا (مقاطعة فهرج)
باقرية بالا (بالفارسية: باقریه بالا) هي قرية تقع في البلدة المركزية في إيران. يقدر عدد سكانها بـ 598 نسمة بحسب إحصاء 2016.